# Arthur Nicolaier
Arthur Nicolaier, né le 4 février 1862 à Cosel / Koźle et mort le 28 août 1942 à Berlin est un médecin interniste et microbiologiste juif allemand. On lui doit la description du bacille tétanique responsable du tétanos, (encore appelé en son honneur bacille de Nicolaier).

## Biographie
Issu d'une famille juive de haute-Silésie, elle-même immigrée de Russie, il est le beau-frère de Wilhelm Ebstein, lui-même médecin, qui avait épousé sa sœur Elfriede (1851-1926) et qui aura sur lui une grande influence. Il fait ses études de médecine à Heidelberg, Berlin et Göttingen où il se voit décerner son diplôme avec une thèse intitulée : Beiträge zur Aetiologie des Wundstarrkrampfes (Contributions à l'étiologie du tétanos). Il est ensuite médecin senior à l'hôpital universitaire de Göttingen de 1897 à 1900 puis transféré à Berlin où, en 1921, il est nommé professeur extraordinaire de médecine interne à l'hôpital de la Charité. Il est destitué de sa charge en 1933 lorsque les nazis font voter une loi interdisant aux Juifs les emplois de la fonction publique. 
Il se suicide en 1942 à l'âge de 80 ans par injection de morphine, en apprenant qu'il est sur le point d'être déporté au camp de concentration de Theresienstadt.

## Contributions scientifiques

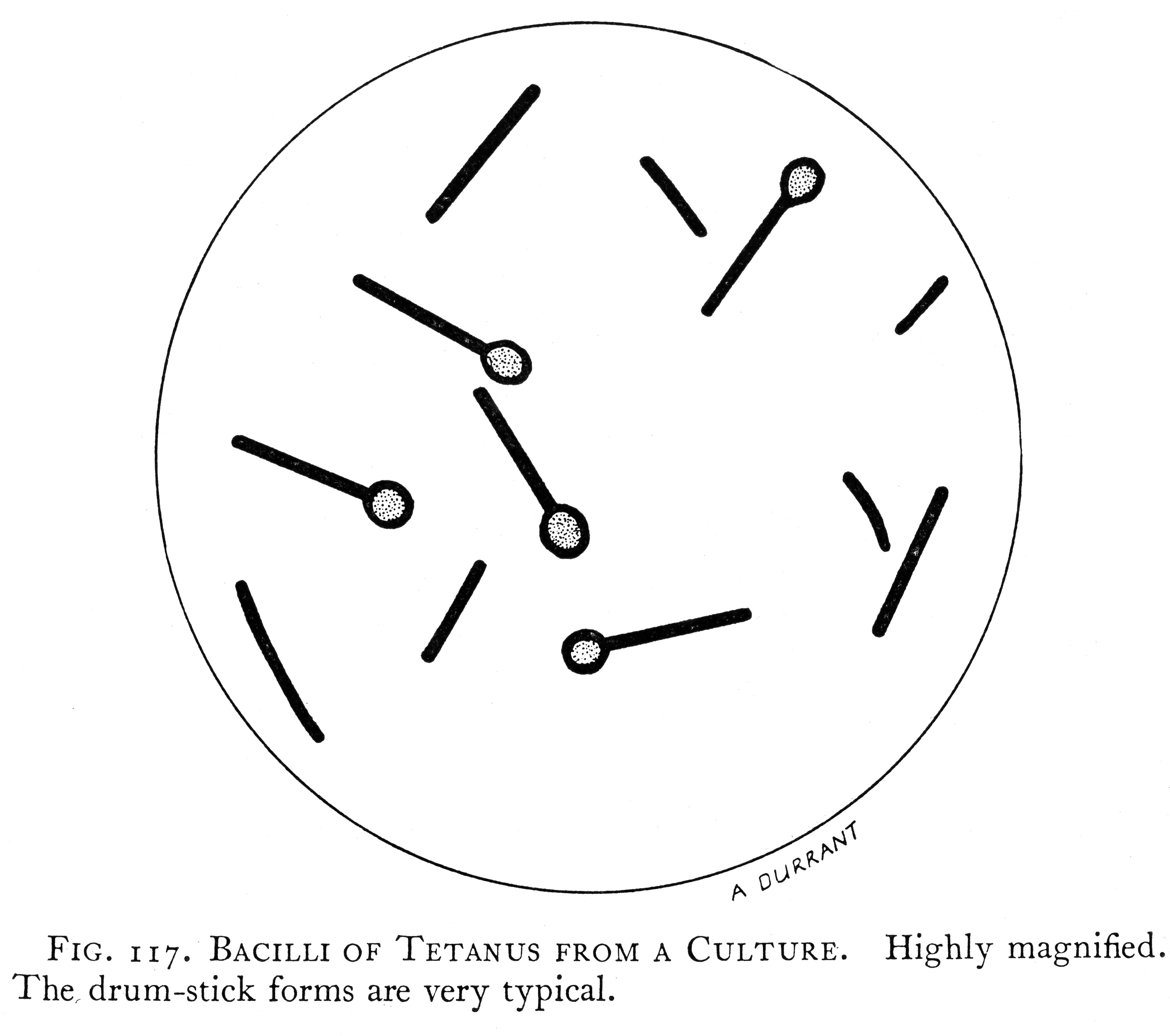
Une image simplifiée d'une culture de bacilles de Nicolaier montrant leur morphologie caractéristique en « baguettes de tambour ». Wellcome Library, London, 1928

C'est à l'hôpital de à Göttingen alors qu'il est assistant de l'hygiéniste Carl Flügge, que Nicolaier parvient, en 1884 à isoler Clostridium tetani, le bacille gram positif anaérobie qui cause le tétanos.
Il est aussi le premier à utiliser l'hexaméthylène tétramine (Urotropine) pour traiter les infections urinaires.

## Mémoire
Le 24 avril 2014, une stolperstein est posée en sa mémoire devant son ancien domicile, Grainauer Straße 2 à Berlin-Wilmersdorf